# Rue de Plaisance
La rue de Plaisance est une voie du 14e arrondissement de Paris, en France.

## Situation et accès
La rue de Plaisance est une voie publique située dans le 14e arrondissement de Paris. Elle débute au 83, rue Raymond-Losserand et se termine au 26 bis, rue Didot.

## Origine du nom
Cette voie porte le nom du hameau de Plaisance.

## Historique
La voie fut ouverte en 1860, sous le nom de « passage Saint-Victor », dans le lotissement créé par Alexandre Chauvelot qui forma le hameau de Plaisance, sur le territoire de la partie de la commune de Montrouge, le Petit-Montrouge, annexée à cette date à la Ville de Paris. En 1877, elle est appelée « passage Didot » puis prend sa dénomination actuelle en 1888.

## Bâtiments remarquables et lieux de mémoire

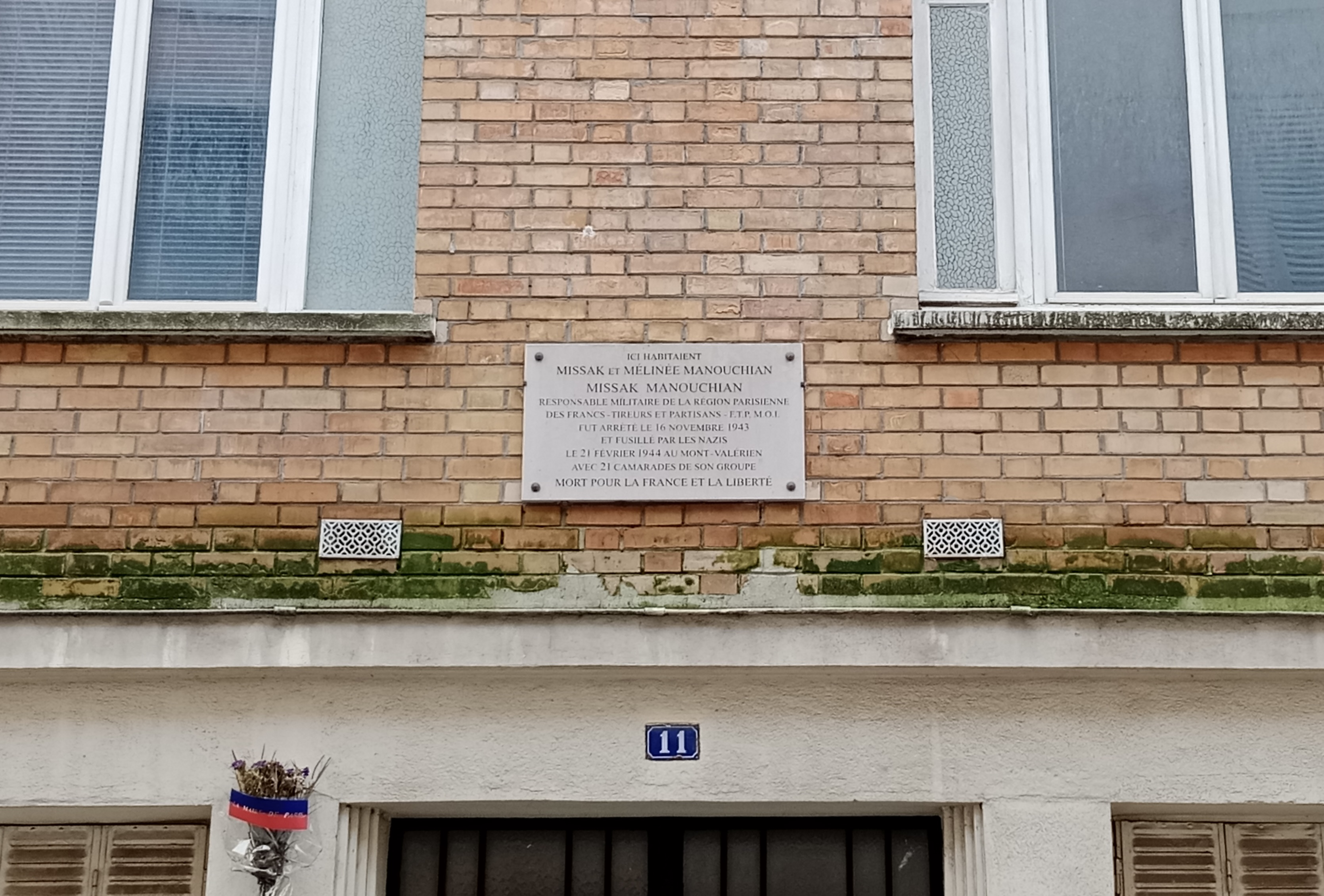
No 11 : plaque commémorative de Missak et Mélinée Manouchian.

- no 11 : dernier domicile du poète et résistant des FTP-MOI de la région parisienne Missak Manouchian. Une plaque commémorative y est apposée en 2009. En face de cette adresse, le street-artiste Dugudus réalise une sérigraphie en hommage au résistant début 2024, peu avant sa panthéonisation[1].
- no 45 : le militant homosexuel Guy Hocquenghem y vécut de 1973 à 1977. Une plaque commémorative est posée en janvier 2020 puis retirée en septembre de la même année à la suite d'une polémique[2].